# المسلمون في الهند (كتاب)
المسلمون في الهند (بالإنجليزية: Muslims in India)‏ هو كتاب من تأليف أبو الحسن علي الحسني الندوي، مكتوب في الأصل باللغة العربية باسم المسلمون في الهند، وهو عبارة عن تصوير تاريخي لمسلمي الهند ونضالهم الديني والتعليمي والثقافي، طبع من دار ابن كثير سنة 1953،تم تقديم الترجمة الإنجليزية بواسطة محمد آصف كيدواي.

## الوصف
تم تأليفه في الأصل باللغة العربية ثم تُرجم بعد ذلك إلى الأردية والإنجليزية باسم المسلمين في الهند، ولقد تم تشويه دور الإسلام والمسلمين في الهند عمدا، أولا من قبل الكتاب الغربيين، لخدمة مصالحهم الشخصية في الهند؛ من أمثال المؤرخ الاشتراكي والعلماني الذي أعمته الحمولة الأيديولوجية، والكتاب الهندوس المتطرفون بسبب آرائهم المتشددة حول الإسلام، وكذلك الكتاب المسلمين المدافعون، كما كتب الندوي نفسه:
| « | لكن المأساة لا تقتصر على الجهل فحسب، بل إن الأسوأ والأكثر إثارة للقلق هو أنه قد نشأت في بلادنا نزعة قوية للتعتيم ورفض التاريخ والمخزون الثقافي للمجتمع بأكمله، وإنجازاته الماضية وبطولاته المجيدة، ومساهمتها في النضال الوطني من أجل الاستقلال، فهناك حملة راجلة لتقديم تاريخ أرضنا بطريقة غير حقيقية وكأن العصر الإسلامي في الهند كان عصر الهيمنة الأجنبية الإمبريالية؛ وخاليًا من كل فضيلة وعظمة، وفشل فشلًا ذريعًا في إنتاج شخصية واحدة جديرة بالملاحظة، وإنجاز واحد ملحوظ في مجالات الفكر والثقافة، وعمل واحد من الخدمة غير الملوثة والمتفانية لرفاهية البلاد وتنميتها والتي يمكن للأمة أن تكون من خلالها فخورة، وأنه في المعركة الطويلة من أجل الحرية ضد البريطانيين، لم يكن المسلمون أكثر من مجرد متفرجين غير مهتمين، وإذا شاركوا، عن طريق الخطأ، فإن ذلك لم يكن يستحق الاهتمام... على الرغم من أنه يتعارض تمامًا مع ما يقول التاريخ. | » |
| — | |   |

ولتبديد الفهم الخاطئ الذي خلقته بعض المعلومات الخاطئة حول دور المسلمين في الهند، يعتبر كتاب الندوي من أكثر المؤلفات فائدة في هذا الموضوع، والذي أعطى ردًا مناسبًا على هؤلاء المؤرخين، الذين يعتبرون فترة الهيمنة الإسلامية بمثابة عصر مظلم في العالم، في تاريخ شبه القارة الهندية، وتم نشره عام 1953م عندما كان المسلمون في الهند في بحث يائس عن مثل هذه الكتابة الموضوعية، حيث عرض الصورة الحقيقية بدقة لدرء الهجمات الحمقاء على هويتهم ووجودهم في وطنهم ذاته.
ويعد هذا الكتاب الشامل والمختصر مفيدًا للغاية لأنه ليس من الممكن للجميع قراءة أعمال ضخمة أخرى باللغة الفارسية وحتى باللغة الأردية من الطراز القديم للتحقيق في الإنجازات الثقافية والقراءة والكتابة والمادية والسياسية المتعددة للفترة الإسلامية في تأريخ الهند.
لذلك يقدم هذا الكتاب عرضًا تفصيليًا لأصالة الإسلام التي دخلت في صنع التاريخ والثقافة الهندية، وأدى وجودهم في كل أشكال الحياة طوال الفترة الأكثر أهمية في التاريخ الهندي إلى استخلاص أفضل ما لديهم، ووضع الأساس لثقافة مركبة وواسعة القاعدة.
ولقد تركت مساهمة المسلمين في جميع مستويات الحياة والمجتمع انطباعًا متعدد الأبعاد على جميع الأنشطة البشرية تقريبًا، بما في ذلك إدارة الدولة وإدارة الأراضي، وأظهر الدور الذي لعبه المسلمون في تقدم وتطور الوطن الأم، وإنجازات علماء المسلمين ومساهمتهم ودور المسلمين في النضال من أجل الحرية في الهند على لسان الندوي.
| « | لقد أعطوا الهند والحضارة الهندية فرصة جديدة للحياة وبعدا جديدا وأيقظوا شعبها على مجموعة جديدة من القيم الأخلاقية والروحية، كل درب من أرضها وكل ذرة من ترابها تحمل بصمة عظمتها، وهي علامة على صناعتها وجديتها وعبقريتها المبدعة، في كل جانب من جوانب الحياة والحضارة الهندية يمكن رؤية الأدلة على جماليتها النبيلة وثرائها الثقافي. | » |
| — | |   |

## روابط خارجية
- الترجمة إلى الإنجليزية